# Slow Start
Slow Start (яп. スロウスタート, Surou Sutāto, укр. Повільний старт) — манґа створена Токумі Юйко та опублікована в липні 2013 року в сейнен-журналі Manga Time Kirara. Аніме-серіал виробництва CloverWorks та режисерства Хашімото Хіроюкі транслювався з 7 січня по 25 березня 2018 року на телеканалах Tokyo MX, BS11 та інших.

## Персонажі
Ічіносе Хана (яп. 一之瀬 花名, Ichinose Hana)
Сейю: Кондо Рейна
Токура Ейко (яп. 十倉 栄依子, Tokura Eiko)
Сейю: Мінеучі Томомі
Сенґоку Камурі (яп. 千石 冠, Sengoku Kamuri)
Сейю: Наґанава Маріа
Момочі Тамате (яп. 百地 たまて, Momochi Tamate)
Сейю: Іто Аяса
Енамі Кійосе (яп. 榎並 清瀬, Enami Kiyose)
Сейю: Нумакура Манамі
Кіодзука Сіон (яп. 京塚 志温, Kyōzuka Shion)
Сейю: M.A.O.
Ханнен Хірое (яп. 万年 大会, Hannen Hiroe)
Сейю: Маая Учіда
Токура Мікі (яп. 十倉 光希, Tokura Miki)
Сейю: Кусунокі Томорі
Ічіносе Хадзука (яп. 一之瀬 葉月, Ichinose Hazuki)
Сейю: Хікаса Йоко
Ічіносе Такеру (яп. 一之瀬 健, Ichinose Takeru)
Сейю: Кояма Рікія

## Медія

### Манґа
Уперше манґа була видана Houbunsha та опублікована в журналі Manga Time Kirara у липні 2015 року. Станом на липень 2023 року вийшло 11 танкбонів. 
| № | Дата виходу | ISBN                   |
| - | ----------- | ---------------------- |
| 1 | 2013        | ISBN 978-4-8322-4475-7 |
| 2 | 2014        | ISBN 978-4-8322-4607-2 |
| 3 | 2015        | ISBN 978-4-8322-4735-2 |
| 4 | 2016        | ISBN 978-4-8322-4848-9 |
| 5 | 2017        | ISBN 978-4-8322-4911-0 |

### Аніме

#### Список серій
| № серії | Назва серії | Оригінальна дата показу |
| ------- | --- | ----------------------- |
| 1       | «Перші метелики» (англ. The First Butterflies) Транслітерація: «Hajimari no Dokidoki» (яп. はじまりのどきどき)                                            | 7 січня 2018            |
| 2       | «Вправи мене виснажують» (англ. Exercise Wears Me Out) Транслітерація: «Hajimari no Dokidoki» (яп. うんどうのはぁはぁ)                                    | 14 січня 2018           |
| 3       | «Сльози капають» (англ. Teardrops are Falling) Транслітерація: «Namida no Poroporo» (яп. なみだのぽろぽろ)                                                | 21 січня 2018           |
| 4       | «Преміум-турнір на другому поверсі» (англ. The Premium Tournament on the Second Floor) Транслітерація: «Ni-kai no Puremia Taikai» (яп. 2階のプレミア大会) | 28 січня 2018           |
| 5       | «Пухнастик Камурі» (англ. Kamuri's Fluffy) Транслітерація: «Kamuri no Fuwafuwa» (яп. かむりのふわふわ)                                                    | 4 лютого 2018           |
| 6       | «Слизь вугра» (англ. Sliminess of an Eel) Транслітерація: «Unagi no Nurunuru» (яп. うなぎのぬるぬる)                                                      | 11 лютого 2018          |
| 7       | «Зв'язані руки» (англ. Cuffed Wrists) Транслітерація: «Guruguru no Tekubi» (яп. ぐるぐるのてくび)                                                         | 18 лютого 2018          |
| 8       | «Друзі Хани» (англ. Hana's Friends) Транслітерація: «Hana no Tomodachi» (яп. はなのともだち)                                                              | 25 лютого 2018          |
| 9       | «Горила в купальнику» (англ. Gorilla in a Swimsuit) Транслітерація: «Gorira no Mizugi» (яп. ゴリラのみずぎ)                                               | 4 березня 2018          |
| 10      | «Кузина акули» (англ. The Shark's Cousin) Транслітерація: «Same no Itoko» (яп. サメのいとこ)                                                              | 11 березня 2018         |
| 11      | «Фестиваль помідорів» (англ. Tomato Festival) Транслітерація: «Tomato no Matsuri» (яп. トマトのまつり)                                                    | 18 березня 2018         |
| 12      | «Починаючи повільно» (англ. Starting Slow) Транслітерація: «Surō no Sutāto» (яп. スロウのスタート)                                                        | 25 березня 2018         |